# Maja Čiburdanidze
Maja Čiburdanidze  (gru. მაია ჩიბურდანიძე) (Kutaisi, Gruzija, 17. siječnja 1961.) je gruzijska šahovska velemajstorica. 
Rođena u Gruziji. Prvakinja sovjetskih djevojaka 1976. godine. Godinu poslije postala je prvakinja SSSR-a. Velemajstorica od 1977. godine.
Sedam puta je bila svjetska šahovska prvakinja, od 1978. do 1991. godine. Bila je najmlađa šahovska prvakinja sve do 2010., kad je njen dobni rekord srušila Hou Yifan. Naslov je 1991. izgubila od kineske šahistice Xie Jun. Povratak na vrh onemogućio je uspon sestara Polgar. Čiburdanidze je jedina šahistica koja je osvojila devet šahovskih olimpijada.
Ključna igračica sovjetske reprezentacije koja je dominirala šahovskim olimpijadama 1980-ih. Kad se Gruzija osamostalila 1990., igrala je na prvoj ploči za Gruziju i osvojila četiri zlata, 1992., 1994., 1996. i 2008. godine.
Najviši rejting po Elou imala je siječnja 1988., 2560 bodova. Siječnja 2017. imala je FIDE rejting od 2500 bodova. Nije aktivna kao igračica. U njenu čast nekoliko je zemalja izdalo poštansku marku s njenim likom.

## Daljnja literatura
- "Maia Chiburdanidze", New In Chess, br. #7, str. 66–68, 1986

## Vanjske poveznice
- (engl.) Partije na 365Chess.com
- (engl.) Profil i partije Chessgames.com